# Scarecrow (truyện tranh)
Scarecrow (Tiếng Anh: The Scarecrow), tên thật là Tiến sĩ Jonathan Crane, là một nhân vật giả tưởng siêu tội phạm xuất hiện trong loạt truyện tranh xuất bản bởi DC Comics. Nhân vật này được tạo ra bởi Bob Kane và Bill Finger, xuất hiện lần đầu trong World's Finest Comics #3 (Mùa Thu, 1941). Cái tên Scarecrow (Tiếng Việt là Bù nhìn) bắt nguồn từ tạo hình của hắn, Jonathan mặc một bộ đồ bù nhìn vô cùng đáng sợ. Cách thức phạm tội của hắn là sử dụng các loại chất hóa học gây ra ảo giác sợ hãi lên nạn nhân. Scarecrow là một trong những kẻ thù của Batman.

## Tiểu sử
Jonathan Crane sinh ra là một đứa con rơi. Cha hắn bỏ đi trước khi hắn được sinh ra, còn mẹ hắn chẳng hề quan tâm đến hắn, vứt Jonathan sang nhà bà ngoại. Bà ngoại hắn lại là một kẻ cuồng đạo cực đoan và luôn hành hạ hắn. Bạn bè xung quanh luôn lấy Jonathan ra làm tiêu khiển và xúm vào bắt nạt hắn. Tuổi thơ của hắn tràn ngập trong nỗi sợ từ ở nhà đến ra đường. Bước vào cấp ba mọi chuyện cũng không có gì khá hơn đối với Jonathan khi hắn vẫn là tâm điểm của mọi trò đùa quái ác. Trong một lần mọi chuyện đi quá giới hạn, Jonathan đã lên kế hoạch trả thù những kẻ bắt nạt mình trong bộ đồ hóa trang bù nhìn, nhưng hắn vô tình giết chết họ và phát hiện ra bí mật của nỗi sợ hãi có thể giết người. Sau đó Jonathan đã quay trở lại giết chết bà ngoại của mình.
Jonathan luôn bị ám ảnh bởi nỗi sợ hãi, điều này đã thôi thúc hắn trở thành một giáo sư hàng đầu tại Khoa tâm thần ở Gotham University (Đại học Gotham), chuyên ngành Ám ảnh sợ hãi. Đồng thời hắn cũng là một nhà Tâm lý học và Tâm thần học làm việc tại Arkham Asylum và thực hiện những cuộc thí nghiệm về sự sợ hãi lên các bệnh nhân của hắn. Những thí nghiệm này bắt đầu đi quá xa và khiến đầu óc hắn trở nên điên loạn. Một lần trong lớp học, hắn bỗng nổi điên và bắn súng gây bị thương một sinh viên. Ngay sau đó Jonathan bị đình chỉ giảng dạy; trong cơn điên loạn, hắn đã đi trả thù vị giáo sư chịu trách nhiệm sa thải hắn, và bắt đầu con đường trở thành một tên tội phạm với cái tên Scarecrow.

## Ngoài truyện tranh
Trong Batman: The Animated Series, Henry Polic II và Jeffrey Combs là hai người lồng tiếng cho Scarecrow. Diễn viên Cillian Murphy đóng Scarecrow trong loạt phim bom tấn The Dark Knight của đạo diễn Christopher Nolan.
Ngoài ra Scarecrow còn xuất hiện trong dòng game nổi tiếng Batman: Arkham và series Gotham.

## Ảnh hưởng văn hóa
IGN xếp Scarecrow vị trí thứ 58 trong danh sách "Top 100 nhân vật phản diện mọi thời đại trong thế giới truyện tranh" năm 2009 ("Top 100 Comic Book Villains of All Time").